# Љубичевац (Крагујевац)
Љубичевац је насељено место града Крагујевца у Шумадијском округу. Према попису из 2022. има 20 становника (према попису из 2011. било је 44 становника). Насеље је основано почетком 19. века. Под њивама се налази 307,81 ha, воћњацима 74,31 ha, виноградима 2,7 ha, ливадама 164,32 ha, пашњацима 104,14 ha док остало земљиште заузима 10,24 ha.

## Име села
Старо име села је Бушинци.
У 46. броју Српских новина од Априла 1859. године објављен је указ Кнеза Милоша којим се име села Бушинци мења у Љубичевац.
Сеоски учитељ Богосав Ивановић је 1935. самостално увео струју у сеоску школу.

## Демографија
У насељу Љубичевац живи 76 пунолетних становника, а просечна старост становништва износи 59,9 година (56,3 код мушкараца и 62,9 код жена). У насељу има 47 домаћинстава, а просечан број чланова по домаћинству је 1,77.
Ово насеље је у потпуности насељено Србима (према попису из 2002. године).
|             | \| Демографија \| Демографија \| Демографија \| \| Година \| Становника \| Становника \| \| ----------- \| ----------- \| ----------- \| \| 1948. \| 566 \| \| \| 1953. \| 532 \| \| \| 1961. \| 460 \| \| \| 1971. \| 325 \| \| \| 1981. \| 205 \| \| \| 1991. \| 122 \| 121 \| \| 2002. \| 83 \| 83 \| \| 2011. \| 44 \| \| \| 2022. \| 20 \| \| |            |
| Демографија | |            |
| Година      | Становника | Становника |
| 1948.       | 566 |            |
| 1953.       | 532 |            |
| 1961.       | 460 |            |
| 1971.       | 325 |            |
| 1981.       | 205 |            |
| 1991.       | 122 | 121        |
| 2002.       | 83 | 83         |
| 2011.       | 44 |            |
| 2022.       | 20 |            |

| Етнички састав према попису из 2002.‍ | Етнички састав према попису из 2002.‍ | Етнички састав према попису из 2002.‍ | Етнички састав према попису из 2002.‍ | Етнички састав према попису из 2002.‍ |
| ------------------------------------ | ------------------------------------ | ------------------------------------ | ------------------------------------ | ------------------------------------ |
|                                      |                                      |                                      |                                      |                                      |
| Срби                                 | Срби                                 |                                      | 83                                   | 100,0%                               |
| непознато                            | непознато                            |                                      | 0                                    | 0,0%                                 |

| Година пописа     | 1948. | 1953. | 1961. | 1971. | 1981. | 1991. | 2002. |
| ----------------- | ----- | ----- | ----- | ----- | ----- | ----- | ----- |
| Број домаћинстава | 97    | 92    | 92    | 85    | 77    | 62    | 47    |

| Број чланова      | 1  | 2  | 3 | 4 | 5 | 6 | 7 | 8 | 9 | 10 и више | Просек |
| ----------------- | -- | -- | - | - | - | - | - | - | - | --------- | ------ |
| Број домаћинстава | 22 | 19 | 3 | 2 | 0 | 1 | 0 | 0 | 0 | 0         | 1,77   |

| Пол    | Укупно | Неожењен/Неудата | Ожењен/Удата | Удовац/Удовица | Разведен/Разведена | Непознато |
| ------ | ------ | ---------------- | ------------ | -------------- | ------------------ | --------- |
| Мушки  | 34     | 5                | 22           | 6              | 1                  | 0         |
| Женски | 42     | 1                | 22           | 19             | 0                  | 0         |
| УКУПНО | 76     | 6                | 44           | 25             | 1                  | 0         |

| Пол    | Укупно                    | Пољопривреда, лов и шумарство | Рибарство                            | Вађење руде и камена | Прерађивачка индустрија       |
| ------ | ------------------------- | ----------------------------- | ------------------------------------ | -------------------- | ----------------------------- |
| Мушки  | 15                        | 11                            | 0                                    | 1                    | 1                             |
| Женски | 5                         | 3                             | 0                                    | 0                    | 0                             |
| УКУПНО | 20                        | 14                            | 0                                    | 1                    | 1                             |
| Пол    | Производња и снабдевање   | Грађевинарство                | Трговина                             | Хотели и ресторани   | Саобраћај, складиштење и везе |
| Мушки  | 0                         | 0                             | 0                                    | 0                    | 0                             |
| Женски | 0                         | 0                             | 0                                    | 0                    | 0                             |
| УКУПНО | 0                         | 0                             | 0                                    | 0                    | 0                             |
| Пол    | Финансијско посредовање   | Некретнине                    | Државна управа и одбрана             | Образовање           | Здравствени и социјални рад   |
| Мушки  | 0                         | 0                             | 0                                    | 1                    | 0                             |
| Женски | 0                         | 0                             | 0                                    | 0                    | 0                             |
| УКУПНО | 0                         | 0                             | 0                                    | 1                    | 0                             |
| Пол    | Остале услужне активности | Приватна домаћинства          | Екстериторијалне организације и тела | Непознато            | Непознато                     |
| Мушки  | 0                         | 0                             | 0                                    | 1                    | 1                             |
| Женски | 0                         | 0                             | 0                                    | 2                    | 2                             |
| УКУПНО | 0                         | 0                             | 0                                    | 3                    | 3                             |